# 聲音測位器

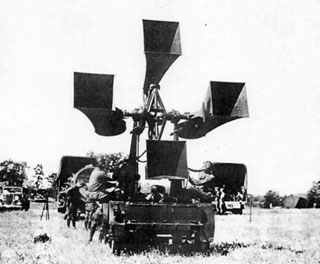
美國陸軍的聲音測位器，1935年。

聲音測位器（Acoustic location，或稱sound mirrors，傳音鑊）是一種聲波定位與擴大器，在第一次世界大戰與第二次世界大戰早期，被利用來偵測戰機引擎噪音以達到早期預警的目的，被後人稱為「聲音雷達」。

## 歷史
它的工作原理類似於十九世紀時的助聽器（ear horns），不過外型要大的多了。 這類裝置在偵測緩慢移動的飛行器（包括飛機與飛船）時相當有效率，可以在二十英里以外的距離接收到飛行器的聲音，從而達到提前發佈警報的功能。可是因為新型飛機速度越來越快，當聲音被聲波定位器偵知時，飛機已經相當靠近本土：加上後來發明的雷達，在早期預警方面顯的更有效率，因此在二戰中期逐漸被淘汰。

## 形式
雖然原理類似，但聲音測位器隨著發展國家的不同，有各種不同的形式，包括移動式的與固定式的。移動式的聲波定位器有類似四腳錐狀的，在日本則是類似管樂器的形狀，下方有四個輪子便於移動。在英國沿岸則是有固定式，用水泥製作，拋物線狀的測位器。麥克風設置在拋物線的中間，便於蒐集聲音。至今英國海岸邊，如鄧傑內斯（Dungeness）等地和地中海的馬爾它（Malta）還有一些這類型水泥製聲音測位器的遺跡。

## 發展
從前在英國沿岸的聲音測位器，主要是偵測自歐陸起飛的飛機。不過基於這種可以擴大遠方聲音的特性，2004年就有藝術家提出在英法兩岸分別架上兩個傳音鑊，讓兩邊的民眾彼此通信的計畫。

## 外部連結
- 聲音測位器（英文）
- 在英國的傳音鑊（英文）
- 傳音鑊的新聞